# Albert z Prezzate
Albert z Prezzate, Alberto da Prezzate, Alberto Prezzati, albo Alberto da Pontida (ur. w 1025 w Prezzate, zm. 2 września 1095 w Pontida) – włoski benedyktyn, czczony jako święty kościoła katolickiego. Zapisał się w dziejach Kościoła jako jeden z najbardziej gorliwych obrońców i propagatorów reformy kluniackiej w Lombardii, zachowując jednocześnie bliskość polityczną względem cesarza. Opowiedział się nawet przeciwko papieżowi Grzegorzowi VII, stając po stronie cesarza Henryka IV.

## Życiorys
Przypuszcza się, że urodził się w Prezzate, małej miejscowości w prowincji Bergamo, we Włoszech, w 1025 w rodzinie szlacheckiej o korzeniach longobardzkich. Jego ojciec, Aripando da Prezzate, należał do rodu hrabiowskiego, który posiadał rozległe włości w okolicy oraz duże znaczenie polityczne. Członkowie rodu wywodzącego się z arystokracji wojskowej Bergamo mogli czynnie uczestniczyć w radach cesarskich i należeć do jego dworu. Albert wzrastał w tym środowisku, co pozwoliło mu otrzymać odpowiednie wykształcenie, aby móc podjąć drogę kariery wojskowej. Wstąpił więc do formacji militarnej organizowanej przez rodzinę, ale po odniesieniu ciężkiej rany zdecydował się porzucić drogę żołnierską i poświęcić się sprawom duchowym.
Odczuł w sobie powołanie zakonne, ale aby być tego pewnym, podjął pielgrzymkę do Santiago de Compostela, gdyż sytuacja nie pozwoliła mu udać się do Ziemi Świętej. Pielgrzymkę tę odbył między 1071 a 1075. Wtedy właśnie odwiedził liczne klasztory kluniackie, gdzie zachwycił się stylem życia zakonników. Powróciwszy do ojczyzny, pewny swego powołania zakonnego, przekazał na rzecz opactwa w Cluny część swych posiadłości w pobliżu Pontida, gdzie założył w 1079 klasztor św. Jakuba i przyjął regułę Hugona z Cluny.

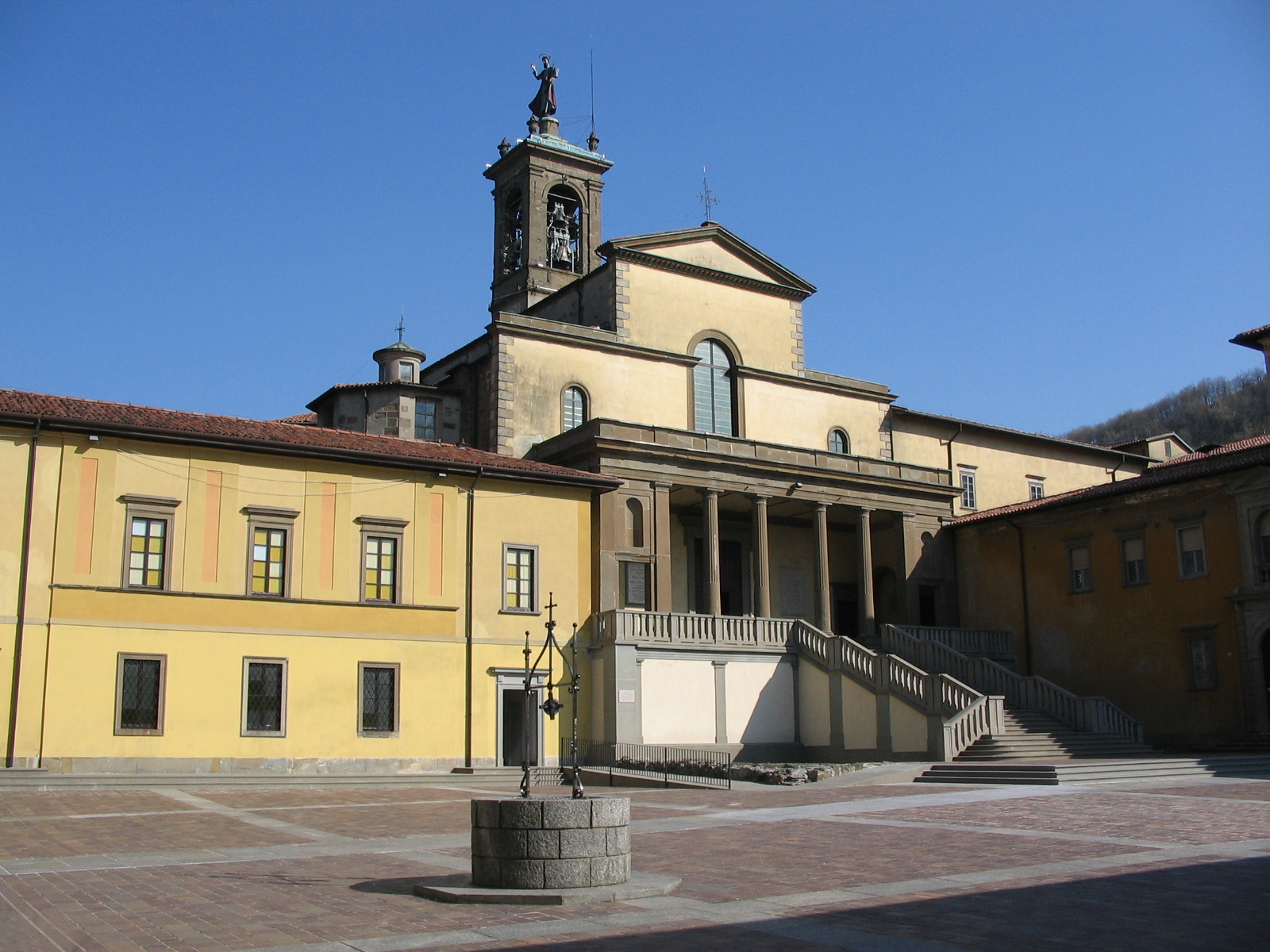
Opactwo w Pontida

Konwent został zbudowany na bazie istniejącego wcześniej kościoła świętych Jakuba, Bassano i Mikołaja i prowadzony był przez samego fundatora, którego wspomagali Enrico da Cremona i mnich imieniem Vito. 13 stycznia 1080 Albert ufundował drugi konwent, tym razem w miejscowości Fontanella, znanego jako Przeorat św. Idziego, na zboczu Monte Canto.
Pod koniec 1082 Albert postanowił udać się osobiście do Cluny w celu złożenia ślubów zakonnych i odbyć roczny nowicjat. Pozostał tam jednak 7 lat, pozostając pod kierownictwem duchowym Hugona z Cluny. W tym czasie klasztor w Pontida powierzony został opatowi Guido, późniejszemu świętemu.
Po powrocie do ojczyzny Albert znów stanął na czele klasztoru i pracował nad rozwojem założonych opactw, powiększając je i sprawiając, że stały się ważne z ekonomicznego i politycznego punktu widzenia. Udało mu się także zmobilizować do tego zadania wielu znacznych obywateli Bergamo. Jeszcze jednym jego dziełem było powołanie do życia klasztoru benedyktynek niedaleko Cantù.
W 1095 miało miejsce jego spotkanie z papieżem Urbanem II. Kilka miesięcy później, 2 września, zmarł w swoim opactwie. Jego zwłoki były tam przechowywane do 1373, kiedy to z powodu pożaru, przeniesiono je do Bazyliki Santa Maria Maggiore w Bergamo. Do opactwa powróciły w 1911, po odbudowie zespołu klasztornego
W ikonografii przedstawiany jest w habicie benedyktyńskim. Jego atrybuty to czaszka i krzyż nawiązujące do podejmowanych przez świętego licznych umartwień.